# 548-ма фольксгренадерська дивізія (Третій Рейх)
548-ма фольксгренадерська дивізія (Третій Рейх) (нім. 548. Volks-Grenadier-Division) — гренадерська піхотна дивізія Вермахту за часів Другої світової війни.

## Історія
548-ма фольксгренадерська дивізія була створена 9 жовтня 1944 року шляхом перейменування 548-ї гренадерської дивізії.

## Райони бойових дій
- Польща та Східна Пруссія (жовтень1944 — січень 1945).

## Командування

### Командири
- генерал-майор Еріх Судау (нім. Erich Sudau) (9 жовтня 1944 — 9 квітня 1945).

## Нагороджені дивізії
|  | Кавалери Золотого Німецького Хреста                                                                        | 3 |
|  | Кавалери Лицарського хреста Залізного хреста                                                               | 3 |
|  | Кавалери Почесної відзнаки Сухопутних військ «Почесна застібка на орденську стрічку для Сухопутних військ» | 5 |